# 蘿黛的後宮玩具
《蘿黛的後宮玩具》（日語：アスタロッテのおもちゃ！）是叶贺唯創作的日本漫畫作品，ASCII Media Works《電擊魔王》2007年8月號至2014年2月號連載完結，單行本全9卷。2010年10月（《電擊魔王》2010年12月號）發表電視動畫化消息，2011年4月10日電視動畫正式播出並改名為《亞斯塔蘿黛的後宮玩具》，全12話+OVA3話（DVD EX卷）。

## 故事簡介
在妖魔族居住的妖魔界中，有一個名為尤各瓦爾蘭的王國。這個國家的公主——亞斯塔蘿黛（通稱“蘿黛”），繼承了國王的夢魔族血脈。夢魔族人均為女性，到達一定年齡後就需要在自己身邊建立男性後宮，以“吸取男性精氣”來延續生命。但是，這位蘿黛公主非常討厭男性，並無建立後宮的打算，所以她以一個幾乎不可能實現的條件作為自己建立後宮的承諾：借助世界樹內部的扭曲，從人界帶一個人類男性回來。
另一方面，在人界，正在求職的青年兼單身父親塔原直哉被路邊的一個神秘的女子搭話，說是會為他介紹一份合適的工作。在相信了那位女子並跟隨而去的直哉面前，竟然出現了名為妖魔界的異世界。而神秘女子口中的工作，便是成為公主的情人——加入蘿黛的後宮。而直哉在見到蘿黛的那瞬間，心中湧現出了十年前的某次奇妙體驗，以及與女兒明日葉那如同命運般的相遇...

## 登場角色

### 尤各瓦爾蘭國（ユグヴァルランド王國）

#### 蘿黛家
亞斯塔蘿黛・尤各瓦爾（Astarotte Ygvar，聲：釘宮理惠）
134cm/25kg·B61/W52/H64·10歲·夢魔族
尤各瓦爾蘭國的第一公主，夢魔族的後裔，暱稱「蘿黛」，父親在年幼時病逝，現在與母親梅爾契麗妲分居中。
金色長髮，以黑色緞帶綁成雙馬尾的髮型（動畫版為每次裝扮不同顏色的緞帶），眼睛為綠色，瞳孔特徵繼承至母親，在頭中央上方稍稍前面的地方有一根、左右兩邊也各有一根呆毛，有一條長長的粉紅色尾巴。
尚未成年，因此還沒有吸取男性精氣的必要性。因小時候與母親同睡時目睹了母親與後宮男性的交歡場面，因而厭惡男性；再加上討厭皇宮，最後離開並搬到現在的宅邸居住。此事件也導致母女倆見面時因此尷尬而說不上幾句話，但並不是討厭母親。貧乳體型，憧憬母親的美貌與身材，非常在意自己的身高和胸部的成長。
明日葉的同母異父妹妹。個性傲嬌。後宮除了候補的直哉外，並沒有其他人。剛開始將直哉視為自己的「玩具」，但後來漸漸在意直哉，對自己在直哉心裡的形象有所介意。當被明日葉問起喜歡的男人類型時腦中浮現直哉的長相，對直哉受女學生歡迎一事有所吃醋。在漫畫最終話，長出夢魔族特徵的翅膀表示自己已成年，與直哉結婚。
因自己為大國公主，加上自身的性格，在學校除了愛麗卡·卓克勒·德雷普尼爾斯外沒有其他朋友，其他學生都因身份差距而有所敬畏。後來明日葉轉入學校後，因明日葉所做的行為與影響，多了3位朋友。
利用伊格麗德（伊妮）發明的裝置，讓自己的身體暫時成長到成熟的體態，但依然是貧乳。
塔原直哉（聲：佐藤利奈）
173cm/65kg·23歲·人類（或淫魔族?）
擁有青紫色的短髮、青紫色的眼睛（動畫版為藍色）。外貌為中性且被說成娃娃臉，加上某些行為和表情偏向女性，因此扮成女裝時外表非常可愛。
個性相當溫柔且會主動幫忙宅邸事務，有過不可思議的遭遇和不為人知的過去。
12歲時有了獨生女明日葉，在人間界時與明日葉同住。
原本擁有自由業的工作，但想找一份薪資更高的職務。後來在路上被偶爾遭遇的占卜師介紹下，進入了公主的後宮最後並成為候補，之後與明日葉一起搬進妖魔界公主的宅邸居住。
下半身的「傢伙」相當壯觀，齊立克·西格瓦爾第看見時驚呼為『馬喔！』，蘿黛驚呼為『怪物！』。與茱蒂占卜時在水晶球所設下的『精力過人』的調查條件符合。
因明日葉時常不穿內褲的習慣，明日葉有時還沒穿內褲就到外面去，直哉每次發現時都要求明日葉穿上，進而養成隨身攜帶明日葉內褲的習慣。
為了了解妖魔界的歷史與相關知識，進入王立學園與伊格麗德一起上課（每週上兩次課）。被特別允許到女子部就讀，並可以自由出入女子部。在學園時，除上課以外，經常在屋頂上與明日葉、蘿黛和她們的朋友們一起共進午餐，也會處理一些與蘿黛相關的事務。
11歲時因梅爾契麗妲初次來到人間界，當時剛好在樹上目擊梅爾的出現進而相識，之後被梅爾探測到擁有濃厚的魔力。在與蘿黛和梅爾在妖魔界相遇之前，似乎家庭中發生了許多事件，並脫口而出「已經沒有牽絆」這句話。私底下稱梅爾契麗妲為「梅爾」。
被茱蒂稱「絕對是徹徹底底的M」，被謝爾妲說有「跑腿屬性」，被伊格麗德說擁有跟夢魔族一樣的博愛天性，被明日葉稱「胸部星人」。
小時候學過武術，瞬間擋掉突襲的拳頭，以及瞬間就將軍人出身的西寇德王子摔倒。
被伊格麗德懷疑為可能是已經滅絕的古代種族「淫魔族」在人界的後代。
漫畫第36話中，出現發燒及類似於夢魔族般需要性行為才能活下去的特殊體質症狀（下半身的傢伙堅挺不倒），但除此之外並沒有其它特殊症狀或異常行為，因此尚未能完全確定為是淫魔族後裔的證據。
隨著故事的進展，似乎對蘿黛有了戀人的愛意。在漫畫最終話與蘿黛結婚。
塔原明日葉／亞斯荷麗特・尤各瓦爾（聲：田村由香里）
137cm/30kg•B62/W53/H67•10歲•夢魔族與人類（或夢魔族與淫魔族?）的混血兒
僕娘，塔原直哉與梅爾契麗妲的獨生女。擁有長及前胸的黑髮和青紫色的眼睛（動畫版為藍色短髮及眼睛），瞳孔特徵繼承至梅爾，在頭左右兩邊也各有一根呆毛。
性格活潑好動、不拘小節，笑口常開且直話直說，很容易和別人打成一片，是蘿黛第一個同年齡的朋友。與父親直哉定居于妖魔界後，轉入王立學園就讀，與蘿黛同班。
不喜歡穿內褲，且時常不穿內褲就跑到外面去。
相當重視直哉，一旦有人說直哉的壞話或動粗時就會非常生氣。再加上對付男性時通常會攻擊男性胯下要害（齊立克上校對此就“身”有體會），因此曾對於出手打直哉的西寇德說出「要將他的傢伙踢到爛」的發言。
被梅爾稱呼為「亞斯荷麗特」，3歲前都與梅爾居住在妖魔界。明日葉3歲時，梅爾透過世界樹造訪人界，將那時還是長髮、戴著世界樹樹葉型髮夾的明日葉託付給直哉，自那之後明日葉就一直與直哉一起居住在人界。在直哉成為公主後宮候補後，明日葉被接到蘿黛邸一起生活，此後與直哉一同定居於妖魔界。
家中留有的「母親留下的樹苗盆栽」與隨身攜帶的樹葉型髮夾，都被確認為與妖魔界的世界樹及尤各瓦爾蘭國有極大的關聯。在到達妖魔界後終於知道，其母親實際上就是梅爾；明日葉與蘿黛是「同母異父」且「不同種」的姊妹，比蘿黛年長半年。
於漫畫第56話，泡有靈力的溫泉後，隔天早上身體發熱、長出夢魔族特徵的翅膀。
茱蒂・斯諾雷維克（Judit Snorrevík，聲：生天目仁美）
151cm/38kg·B76（B）/W54/H78·37歲·古妖魔族
女官長。私下是一名重度S，據她本人所言「在年輕時玩得挺瘋的」。在自己年輕時的照片被直哉翻出時，立即以雙手遮住直哉雙眼，將此照片視為黑歷史。
大學時代與梅爾契麗妲是同窗學友，在當時為有名的花花大小姐，和男生交往行為的瘋狂度並不比梅爾契麗妲差多少。現今似乎已經無此現象，並說「老早對男人厭煩」。私底下稱梅爾契麗妲為「梅爾」。
斯諾雷維克男爵的長女，目前已知有兩個兄弟和一個妹妹。
於漫畫57話透露生有一名孩子。
奧拉夫・富里茲瑪爾（Olav Friðmar，聲：長）
191cm/73kg·78歲·妖魔族
前侍從長。在直哉來到宅邸前，是宅邸中唯一一位男性。
相當不服老，常不顧年事已高，做出激烈運動、粗工等，進而導致閃到腰。
葛莉謝爾妲・雷金哈特（Griselda Reginhard，聲：藤村步）
156cm/47kg·B74（A）/W56/H81·17歲·種族不明,但擁有跟人類一樣的耳朵。
暱稱「謝爾妲（Zelda）」，王國親衛師團第2特務親衛隊「公主女衛隊」隊長，階級為少校（由於隸屬的單位是國王直屬的親衛隊，因此與軍方階級沒有直接關係）。
相當介意胸部的成長，劍術相當高強。自幼與劍為伴，睡覺時也與劍形影不離。
艾爾芙蕾妲・謬亞斯德托（Elfleda Mirjasdottír，聲：堀江由衣）
165cm/64kg·B113（O）/W63/H91·22歲·乳牛魔族
女僕長，暱稱「艾爾芙（Effie）」。
艾爾芙在蘿黛小時候擔任蘿黛的奶媽，有一個姊姊艾妲。
屬於乳牛魔族澤西種的族群一員，該族群女性12歲時即成年，即使沒成婚也能哺乳。乳牛魔族澤西種的女性，大部分都是在王公貴族或富翁家裡當奶媽維生。
睡覺時是裸睡，動畫第九集中與蘿黛等人過夜時裸睡在床。
可特芙蕾妲（Cuthfleda，聲：鈴木美咲）
146cm/36kg·B71（AA）/W54/H73·13歲·闇妖魔族
暱稱「可兒（Cú）」，黑肉女僕。
為妖魔族與闇妖魔族所生下的混血兒，膚色介於妖魔族與闇妖魔族之間。原本為奴隸，之後被蘿黛等人救出。
個性相當文靜，對運動相當不在行，泡水時水位至腰部時就到達極限。
對性教育等相關書籍沒輒，常常因此流鼻血。
過去因為身為奴隸導致對人不信任、沒生氣、陰沈等情況，被蘿黛救出後變得比較有生氣。
克麗耶特・托雷迪絲（Críet trédís）
154cm/41kg·B85（E）/W57/H84·15歲·闇妖魔族
居住于史瓦尔特赫兹国的城区的普通平民，同时也是史威因国王的私生女。
昵称是“克麗耶”。将索尔赫露嘉称作“赫露嘉姐姐”。
和可儿一样，同为“斑紋種”，不过克麗耶特身上的斑点较特殊，身体部分的肌肤大部分是白色，四肢则为黑色，如同穿着史库水晒黑后的样子。同时，也因为她是斑紋種，所以她在祖国没有自己容身之所，被迫和母亲一起辗转各地。
克麗耶特曾以新人女僕的身份潛入蘿黛邸，以便於調查直哉和蘿黛邸的傭人們，並計畫以此為基礎，撮合直哉和赫露嘉。虽然後來茱蒂点破了她的出身和潜入目的，不过最後她还是决定留下，继续担任女仆的工作。
妮娜・希爾黛布蘭多
王國親衛師團第2特務親衛隊隊員，階級為伍長。
制服为B-type（比基尼泳衣）
能驾驭飞龙，曾载着直哉父女去拜访当时还住在深山中的伊妮。

#### 象牙塔（象牙の塔）
伊格麗德・索維克・索爾格利吾斯（Ingrid Sorveig Sorgríms，聲：齋藤千和）
99cm/15kg·B52/W50/H54·7歲·兎魔族
第二代大賢者，繼承了父親所有的知識。
相當喜歡直哉，稱自己為直哉的情婦，對將自己從塔內帶出外界了解外面事務的直哉與明日葉相當感激。
明日葉因覺得「伊格麗德」這名字太長因此稱呼為「伊妮（Ini）」，本人也滿喜歡這暱稱而使用這稱呼。
不管坐什麼交通工具都會頭暈。
點心時間都會到蘿黛邸享用點心。
與明日葉和蘿黛的交情相當好。
索維克・奧特・索爾格利吾斯
初代大賢者，兔魔族，伊格麗德的父親，活了三百歲以上，現在已經逝世。
似乎很喜歡搜集性教育、身體構造與成長等方面的書籍，且有收集女性照片與身體資料的行為，被茱蒂稱為相當瘋狂的行徑。
塔茲歐
人偶。
負責處理象牙塔內的家事，廚藝方面做不出太精緻的食品、甜點出來。

#### 陵希爾德城（リーンヒルド城）
梅爾契麗妲・尤各瓦爾（Mercelída Ygvar，聲：皆口裕子）
175cm/65kg·B103（H）/W62/H95·29歳·夢魔族
明日葉與亞斯塔蘿黛的生母，尤各瓦爾蘭國現任國王，個性「好色」聞名，後宮人數達3000人以上。
在外交事務上，因小國紛爭不斷，感到相當麻煩，因而將外交事務推給大臣去處理。在感到壓力大、無聊等情況，偶爾會翹掉政務或典禮，跑去散心偷閒。
在10歲2個月長出翅膀，在之後短短10個月中成長到與16歲左右的少女身材無異的體型。
其實非常關心蘿黛，但不知該如何與蘿黛相處。也很掛念在人間界的明日葉，但為何將明日葉託付給人間界的直哉並對外宣稱明日葉死亡的原因與動機不明。在蘿黛生父病逝後就再也沒立正室，其原因至今也不明。
11年前因種種原因跑去散心，一時興起跑到世界樹去，進而透過世界樹造訪人界，與直哉相識。因為大半魔力在通過世界樹時消耗，使得魔力不足以再次打開世界樹大門，在想補充魔力進行魔力探知時發現只有直哉擁有極大魔力。原本不想對11歲的直哉下手，準備瞄準直哉的父親；後因直哉父母遇到事故無法當天回來，不得已對11歲的直哉做出「大人的事情」（性交），並用魔法讓直哉以為是在作夢；但由於當時忘了施展避孕術式，之後想到時原以為應該不可能一次就「中標」（懷孕），不過也覺得若生下直哉的孩子應該會很可愛，最後如預感般懷了明日葉。私底下稱直哉為「達令」。
原本有兩個姊姊，三姐妹感情很好。但後來因為兩個姊姊受周遭人們煽動，對王位進行鬥爭，最後兩人都死在對方的毒酒之下，因此曾經相當傷心。對自己跟姊姊們因為出生為王族導致這種事態而感到悲哀，對小時候的直哉說出「如果不是王族的話就好了」之類的話。
在動畫中曾明言，不希望明日葉與蘿黛像自己的兩個姐姐一樣為了競爭王位而發生悲劇。漫畫中暫無此情節。（截止至2011年6月連載第43話）
伊絲琳德・尤各瓦爾
亞斯塔蘿黛的祖母，梅爾契麗妲的母親，尤各瓦爾蘭國前任國王，在18歲時進行加冕儀式。雖然是夢魔族，但18歲時其外觀與10－12歲女孩外表一樣，卻已經是成熟的夢魔，在夢魔族中是比較特殊的案例。跟亞斯塔蘿黛長得很像。
沃絲菈・修馬爾利基（Úrsúla Sumarliði，聲：甲斐田裕子）
181cm/69kg·B99（F）/W64/H93·27歳·犬魔族
王國親衛師團第1特務親衛隊隊長，階級為上校，雙性人，下半身的傢伙也相當壯觀。
英葛魯夫・瑪格尼（Ingólfur Magni）
163cm/71kg·69歳·妖魔族
體態發福、年近古稀的陵希爾德城的侍從長，男性。在梅爾契麗妲造訪人間界前，就已經是她的侍從了。
西亞爾
亞斯塔蘿黛的親生父親，梅爾契麗妲的前正室，已故。自他去世後，梅爾契麗妲就一直沒有再迎娶新的正室。
伊索忒（聲：東山奈央）
女性，擔任梅爾契麗妲的侍寢選定官。反應較遲鈍，給人一種呆呆的感覺。
在為梅爾契麗妲尋找符合她的要求的“身高170公分左右，耳朵盡可能短的黑髮美青年；年齡在二十歲左右，但長相卻像十幾歲的娃娃臉，並且還必須適合穿女裝”的侍寢對象時，發現了正尋找並試圖潛入梅爾契麗妲房間的直哉父女。在確認了直哉的身體條件符合要求後，將直哉父女帶向梅爾契麗妲的寢室。
菲（聲：丹下櫻）
能講人話的使魔，年輕時曾與梅爾契麗妲來到人間界。

#### 王立學園

##### 女學生
亞斯塔蘿黛・尤各瓦爾（Astarotte Ygvar）
詳見蘿黛家
塔原明日葉
詳見蘿黛家
愛麗卡・卓克勒・德雷普尼爾斯（Elíka Drakul Draupnils，聲：後藤邑子）
154cm/41kg·B77（B）/W55/H82·15歳·吸血魔族
哈肯・德雷普尼爾斯伯爵的千金，也是蘿黛同窗的學友。
第一次象徵成人的吸血儀式，是吸了直哉的血。
本性非常善良，很擅長照顧人，給人一種可靠大姊姊的感覺。
蜜絲特倫・奧斯格林（Místrúne Ásgrím，聲：松來未祐）
159cm/52kg·B91（G）/W59/H87·14歳·妖魔族
奧斯格林子爵（學藝省次官）的千金，天然呆、巨乳，腦子的想法非常的不健康。
有時會做出不穿內褲就上學、外出的行為。
優柏可・西葛諾（Unnbjörg Signar，聲：廣橋涼）
156cm/43kg·B75（A）/W56/H79·14歳·妖魔族
男爵千金。
外貌像是個假小子般的運動型少女。平時都穿著緊身褲。個性相當活潑。跟蘿黛一樣很在意胸部的成長。
小時候為長髮且相當可愛。睡相並不太好。
琉卡・艾斯特里（Lucca Austri，聲：波田野由衣）
117cm/26kg·B58/W53/H62·13歳·山小人族
北德維葛王國第三王女。
個性相當活潑好動。目前寄住於優柏可家中。
娜娜・利托凱特（Nana LítillKöttur）
142cm/30kg・B71(A)/W55/H72・14歳・猫魔族

##### 男學生
西寇德・史威因森・史瓦爾特赫茲（Sigurð Sveinnsson Svarthæð，聲：吉野裕行）
183cm/82kg·17歳·闇妖魔族。
史瓦爾特赫茲國第二王子。個性好酒色、衝動、愛打架。
史瓦爾特赫茲國王屬意的王位繼承人，但本人完全沒意願。
對蘿黛一見鍾情。曾跟直哉決鬥時，瞬間被直哉撂倒。
似乎對料理相當在行，曾經協助蘿黛等人做料理。
下半身的傢伙被赫露嘉趁睡覺時偷偷套上東方傳說中的魔具，擁有和「緊箍環」一樣的效果，只要戴上戒指者唸咒語就會勒緊，用來防止西寇德在王立學園對王家貴族千金下手。
伊莎朵拉・方斯德托（聲：阿澄佳奈）
125cm/31kg・B63(AA)/W56/H65・17歳・闇小人族
西寇德的女性侍從，同時也是他的同乳母的姊妹。昵稱「朵拉」。
個子很小，右眼上罩著眼罩。
性格頑固，時常被粗暴的西寇德耍得團團轉。為了當好西寇德的跟班，亦為了防止他到處惹事，以女扮男裝的方式入學。曾被西寇德打趣說：“你一點身材都沒有，絕對不會穿幫啦！”
別爾克・葛萊因（Bjarki Grænn）
178cm/81kg·16歳·角魔族
外型特點是墨鏡加類似爆炸頭的髮型。被西寇德叫做“モジャ（杂毛）”。
基本上都是和卡多一起出場。這兩人一直都在幹些思春期男生會幹的“勾當”，例如躲在天文部展望室裏窺視女生校舍，或是非法闖入女生校舍之類的事。
與西寇德意氣相投。不過之前也有被他逼迫，被迫坦白出天文部展望室的情況，或是被他利誘（用伊莎朵拉剛脫下的內褲），和他分享了有關男學生被“神隱”的消息之類的事件存在。
卡多・丘魯休爾（Kató Gullsjór）
173cm/68kg·16歳·妖魔族
外型特點是墨鏡配光頭。被西寇德叫做“ハゲ（禿頭）”。
基本上都是和別爾克一起出場。和別爾克一樣，同西寇德挺合得來的。
尼爾斯・史托安德烈（Níls Stórandlit）
128cm/32kg・15歳・闇矮人族
小個子少年。
他曾在暑假期間拜入東方的忍者門下進行修行，學會了“操風術”。不過他的操風術只能製造出小規模的強風，也就是掀起裙子的程度。

##### 教師
恩雅・紐哈蕾（Enja Níuhali，聲：進藤尚美）
169cm/45kg·B73（AA）/W56/H82·年齡不詳·狐魔族
王立學園的学園長。
馬魯拉神教的信徒。
米納（聲：太田哲治）
在女生校舍負責教授舞蹈的教師。因為他是“男兒身體女兒心”，所以他才能獲得擔任女生校舍老師的許可。
希芙・貝爾塔（Sif Birta）
35cm/800g·B18.4/W13.1/H18.9·21歳·蝶魔族
女子部社會科教師，專門為歷史學。

#### 其他
齊立克・西格瓦爾第（Kirik Sigvaldi）
182cm/70kg·24歳·妖魔族
王國軍的上校。下半身的傢伙在作品中常被貼上很小的評價，能力平庸且沒有特別的實績，靠著不光明手段才爬到上校的位子，整天幻想得到權力與地位。
艾爾鐸・埃米爾森（Eldór Emilson）
183cm/78kg·25歳·犬魔族
沃絲菈·修馬爾利基的表弟。齊立克的部下，階級為中尉。
依露米嘉德・斯諾雷維克（Irmingard Snorrevík）
161cm/49kg·B84（D）/W58/H84·26歳·古妖魔族
茱蒂·斯諾雷維克的妹妹，亞斯塔蘿黛的主治醫師。
燕雀・雷金哈特（Atli Reginhard，聲：岸尾大輔）
177cm/62kg·32歳·妖魔族
葛莉謝爾妲·雷金哈特的養父兼劍術師父，16歲時擊退惡龍的劍士。
20歲任職王國軍的劍術教頭，2年後辭掉職務，表面上原因說是養病，實際上是被人爆料和男學生傳出緋聞的關係。
喜歡美少年，現在看上直哉。
哈肯・卓克勒・德雷普尼爾斯IV世（Hákon Drakul Draupnils IV）
191cm/79kg·51歳·吸血魔族
德雷普尼爾斯伯爵家當家。愛麗卡的父親。
弗露坦
犬魔族。負責種植進貢給蘿黛邸的蔬菜的女性農夫。曾在某次送菜時，因被直哉舔了手臂上的傷口而害羞得滿臉通紅。
洛爾夫
犬魔族，弗露坦的兒子。曾對其母親表白“長大後要和直哉哥哥結婚”，其母親斥責说“性別を考えなさい！（你和他是同一性別啊！）”

### 史瓦爾特赫茲國（スヴァルトヘイズ国）

#### 修連博頁城（ヒューレンボイエ城）
史威因・史瓦爾特赫茲（Sveinn Svarthæð）
189cm/92kg·53歳·闇妖魔族
國王，又有「黑色霸王」的稱號。
將闇妖魔族二十年內戰劃下句點，統一所有部落建立起首度由闇妖魔族開創的國家。
本身屬於希望各種族和平共融的「融合派」。
索爾赫露嘉・史瓦爾特赫茲（Porhelga Svarthæð，聲：白石涼子）
170cm/58kg·B84（C）/W58/H87·23歳·闇妖魔族
史瓦爾特赫茲國第一公主，也是駐尤各瓦爾蘭國外交大使。
迷戀上直哉。
盧利克・史威因森・史瓦爾特赫茲（Rúrik Sveinnsson Svarthæð）
180cm/72kg·27歳·闇妖魔族
史瓦爾特赫茲國第一王子。個性好色，有討厭妖魔族傾向。
被史瓦爾特赫茲國王評價沒有當王的氣量。
與「回顧派」勢力一起策劃回到故鄉黑妖魔界的陰謀。
因戀人被妖魔族殺害而厭惡妖魔族，最終將回顧派與自己透過世界樹離開妖魔界。
西寇德・史威因森・史瓦爾特赫茲（Sigurð Sveinnsson Svarthæð）
詳見王立學園
伊莎朵拉・方斯德托
詳見王立學園
克麗耶特・托雷迪絲（Críet trédís）
詳見蘿黛家

### 北德維葛王國（北ドヴェルグ国）
霍爾特三世
國王。琉卡・艾斯特里的父親。
琉卡・艾斯特里（Lucca Austri，聲：波田野由衣）
詳見王立學園

## 種族
人類（にんげん / Maðer - ミッドガルド）
普通的人類，妖魔界稱呼為「ミッドガルド」，生存於不同的次元的知性體。
妖魔族（ようまぞく / Álfur - アールヴ）
在妖魔族界（アールヴヘイム）中數量佔最多的種族，是一般常見的種族。外觀和行為、能力與人類相同，與人類之間的差異大多數在於耳朵的形狀。
有不少亞種。
夢魔族（むまぞく / Succubus - サキュバス）
妖魔界從神代存活至今的古代的種族之一，也是瀕臨滅絕的種族，可以與任何亞人種生下子嗣，生下的子嗣都會100%繼承夢魔族的特性。
擁有對喜歡的事物不分男女老幼都一視同仁的博愛天性。
在一定年齡時必須吸食男性的精氣作為糧食，否則將會死亡，未成年喜愛喝奶類來代替。
非常早進入第二性徵發育期（最早從10-11歲左右開始），且發育進行速度非常快（半年到一年的時間內就能使身體成熟，一般妖魔族需5-10年），當要進入第二性徵發育階段時首先會先出現長出翅膀的徵兆。
有非常少數的特殊案例在第二性徵發育期過後身材也無特殊變化的記錄，可能原因是由於夢魔族濱臨滅絕危機，因而導致成長的不安定性。
夢魔族的翅膀經歷漫長的時間導致翅膀有退化現象，翅膀是由魔力所構成，因此能夠收放自如，使用翅膀來進行飛行也必須仰賴魔力才能達成。
夢魔族從懷孕到生下孩子僅需要半年的時間，其他妖魔界大多數的種族則需要10個月左右與人類相同。
能夠使用盧恩魔法、擁有探測男性位置與魔力等特殊能力。
淫魔族（いんまぞく / Inccubus - インキュバス）
台譯「男妖族」。
已經滅絕的古代種族。
被稱作男版夢魔族的種族，擁有跟夢魔族一樣的博愛天性和可以與任何種族孕育生命結晶的種族。
有一說為淫魔族和夢魔族為同一種族的雌雄體，但無法定論。
古妖魔族（こようまぞく / Forn Álfur - フォルンアールヴ）
外觀與一般妖魔族並無差異，是從神代存活至今的古代的種族之一，壽命比一般的妖魔族多上一倍。
能夠使用盧恩魔法等特殊能力。
角魔族（つのまぞく / Lúður Álfur）
外觀特徵大都與妖魔族相似，明顯差別在於額頭上左右兩邊長了一對角。
闇妖魔族（やみようまぞく / Nótt Álfur - ノートアールヴ）
除了膚色的差異外其它外觀特徵與一般妖魔族並無差異，闇妖魔族膚色為褐色。
原為黑妖魔界的居民，因世界樹的封閉導致在妖魔界旅遊、遊學等的黑妖魔族人們被迫在妖魔界定居。
至今仍然有部份闇妖魔族期望回到故鄉黑妖魔界中的「回顧派」存在。
闇小人族（やみこびとぞく / Nótt Dvergur - ノートドヴェルグ）
闇妖魔族的分支，除了體格的差異外，其他特徵都和闇妖魔族相同。
吸血魔族（きゅうけつまぞく / Vampíra - ヴァンピーラ）
古代的種族之一，俗稱為「吸血鬼」，擁有能變身為蝙蝠的能力。
在一定年齡時必須吸食血液作為糧食，否則將會死亡，未成年喜愛喝蕃茄汁來代替。
經漫長的時間，吸血魔族的牙齒的毒性已經退化，即使被吸血的人也不會變成吸血鬼。。
乳牛魔族（にゅうぎゅうまぞく / Kýlbringa - キールブリンガ）
只有女性的稀有種族，擁有尾巴、牛耳且頭兩旁有一對角。
無關是否懷孕，乳牛魔族女性發育快則10歲，但大致上在12到14歲就能夠哺乳，被稱其為「神之乳」，成年人將「神之乳」和高級紅酒一視同仁，此外有些「神之乳」喝得出水果風味，因此乳牛魔族至今被視為擔任奶媽的至高人選。
乳牛魔族是母姓化身遇見比自己嬌小或年幼的人，會跨越血緣和種族隔閡產生關愛心理。
乳牛魔族只有女性，要繁衍後代總必須與其他種族交配，靠當奶媽為生之餘，也從屋主及親戚中挑選「配種對象」，不介意「配種對象」是否有妻小，對「配種對象」不主張任何權利，因此乳牛魔族沒有「父親」的概念。
有不少亞種，其中【澤西種】最為珍貴。
犬魔族（いぬまぞく / Varhund）
从外观上看，犬魔族的特征为脑袋两侧各长有一只尖尖的狗耳朵，且常有兼具男性性器官的女性族人出生。
犬魔族中亚种众多，并且他们耳朵的大小、形状之类的特征也是多种多样。
兔魔族（うさぎまぞく / Varkanína）
从外观上看，该种族的特征为头上长着如同兔子一样的大大的耳朵，且大多体型娇小。
他们是妖魔界中的少数民族，其族人大多具有学者风范，更有不少人被称作贤者。不过也因为他们几乎一直待在自己的研究室里，所以很难见到他们。
山小人族（やまこびとぞく / Dvergur - ドヴェルグ）
居住于尤各瓦尔兰北部的山里的种族。虽然都是小个子，但却精力充沛。
山小人族的男性都长有胡须，胡须的浓密程度是山小人族女性衡量男性魅力的要点之一。
狐魔族（きつねまぞく / Vartófa）
从外观上看，狐魔族的特征是头顶长有一对尖尖的狐狸耳朵。与其他种族不同，该种族的青年期可达30年左右。
蝶魔族（ちょうまぞく / Varvæng）
身长约35cm左右的袖珍种族。正如同其种族名称，该族族人背后都长有翅膀，只不过其中有些翅族人长着与其说是蝴蝶，不如说更像是鸟类的翅膀。
猫魔族（ねこまぞく / VarKöttur）

人馬族（じんばぞく / ケンターレ）

除了上述种族以外，还有其他不知名的种族生活在故事的世界里，像是长着其他种类兽耳的种族；或是容貌像是哥布林的长着鹰钩鼻的种族；亦或是和一般妖魔族体型相当，长着鸟类翅膀且具有飞行能力的种族。

## 舞台
蘿黛家（ロッテ邸）
原本為騎士團宿舍，後來因為亞斯塔蘿黛搬離王宮外居住因素而改建為現今模樣，位於王都郊外。
蘿黛、直哉、明日葉等人居住的地方，單行本第1、2集故事的主要舞台。
陵希爾德城（リーンヒルド城）
尤各瓦爾蘭國（ユグヴァルラント王国）王宮。
王立學園（アカデミー）
位於尤各瓦爾蘭國境內，分為男子校區和女子校區並用柵欄分開。

## 用語
世界樹
擁有連結9個異世界大門的大樹，在遠古時期的大戰使得通往其他世界的能力關閉，部分世界的世界樹已經滅絕，妖魔界的世界樹則是從已經斷枝的舊世界樹重新生長出來的新世界樹。
古代種族
意指妖魔界從神代開始至今都一直存在的種族的稱呼，包括夢魔族、古妖魔族、吸血魔族等都是古代種族之一員。
目前已知為古代種族的三個種族，不是擁有特殊能力就是能行使古代盧恩魔法。
斑紋種（まだら子）
暗妖魔族與其他種族結合後生出的小孩，因皮膚上帶有淡色的斑點而得名，此外有一部分斑紋種則是皮膚上沒有斑點但其膚色比暗妖魔族來得淺。
被暗妖魔族及其他種族所忌諱及排斥。

## 出版書籍
| 卷數 | MediaWorks→ASCII Media Works | MediaWorks→ASCII Media Works | 台灣角川書店   | 台灣角川書店           |
| 卷數 | 發售日期                     | ISBN                         | 發售日期       | ISBN                   |
| ---- | ---------------------------- | ---------------------------- | -------------- | ---------------------- |
| 1    | 2008年2月27日                | ISBN 978-4-8402-4221-9       | 2009年8月27日  | ISBN 978-986-237-245-6 |
| 2    | 2008年11月27日               | ISBN 978-4-04-867437-9       | 2009年12月18日 | ISBN 978-986-237-428-3 |
| 3    | 2009年8月27日                | ISBN 978-4-04-868031-8       | 2010年7月17日  | ISBN 978-986-237-740-6 |
| 4    | 2010年2月26日                | ISBN 978-4-04-868429-3       | 2011年1月21日  | ISBN 978-986-237-908-0 |
| 5    | 2010年11月27日               | ISBN 978-4-04-868982-3       | 2011年5月28日  | ISBN 978-986-287-194-2 |
| 6    | 2011年5月27日                | ISBN 978-4-04-870492-2       | 2011年10月19日 | ISBN 978-986-287-416-5 |
| 7    | 2012年6月27日                | ISBN 978-4-04-886666-8       | 2012年12月8日  | ISBN 978-986-325-110-1 |
| 8    | 2013年2月27日                | ISBN 978-4-04-891361-4       | 2014年6月6日   | ISBN 978-986-366-021-7 |
| 9    | 2014年1月27日                | ISBN 978-4-04-866250-5       | 2015年2月6日   | ISBN 978-986-366-352-2 |

## 電視動畫
2011年4月10日起於日本各電視台開播，並改名為《亞斯塔蘿黛的後宮玩具》。

### 製作人員
- 原作：葉賀唯
- 監督：追崎史敏
- 系列構成：三重野瞳
- 構成協力：新房昭之
- 人物設定、總作畫監督：大塚舞
- 世界觀設計：okama
- 美術監督：田尻健一
- 攝影監督：濱雄紀
- 音響監督：岩浪美和
- 色彩設計：齋藤麻由
- 音樂製作：波麗佳音
- 動畫製作：Diomedéa
- 製作：蘿黛的後宮玩具製作委員會→亞斯塔蘿黛的後宮玩具製作委員會

### 主題曲
片頭曲
作詞：大塚利惠 / 作曲、編曲：村上正芳 / 歌：愛美
片尾曲
作詞、作曲、歌：azusa / 編曲：azusa、t.sato & r.wat
插曲（第6話）
作詞、作曲、編曲、歌 - azusa
插曲（第10話）
作詞：葉賀唯 / 作曲：azusa / 編曲：ポニーテールリボンズ / 歌：蘿黛&明日葉（釘宮理惠&田村由香里）

### 各集標題
| 話數   | 日文標題 | 中文標題       | 腳本       | 分鏡              | 演出     | 作畫監督                     | 過場插畫       |
| ------ | -------- | -------------- | ---------- | ----------------- | -------- | ---------------------------- | -------------- |
| 第1話  |          | 邂逅的驚嘆號   | 赤尾でこ   | 上田繁            | 追崎史敏 | 井出直美 石川雅一            | 黑星紅白       |
| 第2話  |          | 第一次的分號   | 赤尾でこ   | 奥野浩行          | 追崎史敏 | 日下岳史 瀧吾郎              | okama          |
| 第3話  |          | 擦身而過的括號 | 雨宮ひとみ | 畑博之            | 吉田紗子 | 小菅和久 るたろ〜            | 原田雄一       |
| 第4話  |          | 派對的連接號   | 赤尾でこ   | 京極尚彦          | 京極尚彦 | 德田夢之介                   | 小梅京人       |
| 第5話  |          | 交錯的引號     | 赤尾でこ   | 追崎史敏          | 間島崇寬 | 石川雅一 松本麻友子 本多美乃 | 吉井彈         |
| 第6話  |          | 疑惑的插入號   | 鴻野貴光   | 山本靖貴          | 津田尚克 | 松本麻友子 橋口隼人          | BLADE          |
| 第7話  |          | 秘密的撇號     | 鴻野貴光   | 酒井和男          | 酒井和男 | 秋山由樹子                   | あかつきごもく |
| 第8話  |          | 倔強的逗號     | 雨宮ひとみ | 柳沼和良          | 大和直道 | 石川雅一 小菅和久 本多美乃   | 原田大基       |
| 第9話  |          | 微熱的反斜號   | 雨宮ひとみ | 所俊克            | 所俊克   | 半澤淳 菅井翔                | 神崎廣         |
| 第10話 |          | 鄰近的指示號   | 鴻野貴光   | 小俣真一 京極尚彦 | 吉田紗子 | 松本麻友子 小菅和久 本多美乃 | 左             |
| 第11話 |          | 只有兩人的句號 | 赤尾でこ   | 川口理惠          | 奥野浩行 | 小池智史 瀧吾郎 日下岳史     | ☆画野朗        |
| 第12話 |          | 穿越天空的星號 | 赤尾でこ   | 追崎史敏          | 追崎史敏 | 大塚舞 井出直美              | 葉賀唯         |

### 播放電視台
日本深夜動畫：下文記載的日本国内播放時間使用日本標準時間（UTC+9）表示。因為部分時間标识會採用30小时制，因此請留意这类超过24:00的时间，其實際播放時間為翌日清晨。
| 播放地區 | 播放電視台   | 播放日期                | 播放时間             | 所屬聯播網 |
| -------- | ------------ | ----------------------- | -------------------- | ---------- |
| 千葉縣   | 千葉電視台   | 2011年4月10日 - 6月26日 | 星期日 23:30 - 24:00 | 獨立UHF局  |
| 神奈川縣 | 神奈川電視台 | 2011年4月10日 - 6月26日 | 星期日 25:30 - 26:00 | 獨立UHF局  |
| 埼玉縣   | 埼玉電視台   | 2011年4月11日 - 6月27日 | 星期一 25:05 - 25:35 | 獨立UHF局  |
| 東京都   | TOKYO MX     | 2011年4月11日 - 6月27日 | 星期一 25:30 - 26:00 | 獨立UHF局  |
| 兵庫縣   | SUN電視台    | 2011年4月11日 - 6月27日 | 星期一 24:00 - 24:30 | 獨立UHF局  |
| 京都府   | KBS京都      | 2011年4月11日 - 6月27日 | 星期一 25:30 - 26:00 | 獨立UHF局  |
| 愛知縣   | 愛知電視台   | 2011年4月12日 - 6月28日 | 星期二 26:00 - 26:30 | 東京電視網 |
| 日本全域 | AT-X         | 2011年4月25日 - 7月11日 | 星期一 11:30 - 12:00 | 衛星電視   |

### OVA
『アスタロッテのおもちゃ! EX』。2011年9月7日發售。全1卷共收錄3話。

## BD&DVD
共七卷。
| 卷數 | 封面人物                   | 收錄內容                                                                         | 完全初回限定特典 | 發售日期       |
| ---- | -------------------------- | -------------------------------------------------------------------------------- | --- | -------------- |
| 1    | 亞斯塔蘿黛                 | 第1話「出会いのエクスクラメーション」 第2話「初めてのセミコロン」                | 第1話：釘宮理恵／生天目仁美／藤村 歩／堀江由衣 第2話：釘宮理恵／佐藤利奈／田村ゆかり／生天目仁美 | 2011年6月24日  |
| 2    | 亞斯塔蘿黛 塔原明日葉      | 第3話「すれ違いのパーレン」 第4話「パーティーのアンパサンド」                    | 第3話：釘宮理恵／生天目仁美／広橋 涼／松来未祐 第4話：釘宮理恵／佐藤利奈／生天目仁美／堀江由衣 | 2011年7月29日  |
| 3    | 塔原明日葉 伊格麗德        | 第5話「交差のクォーテーション」 第6話「戸惑いのカレット」                        | 1.スペシャルCD ★明日葉・キャラクターソング（明日葉/CV.田村ゆかり） ★ミニオーディオドラマ(×2話) 2.フムフム・リバーシブルジャケット 3.アイキャッチイラストカード（吉井ダン、ＢＬＡＤＥ） 4.オールカラー８面リーフレット                                                               | 2011年8月17日  |
| 4    | 亞斯塔蘿黛 愛麗卡          | 第7話「内緒のアポストロフィ」 第8話「強気のカンマ」                              | 1.スペシャルCD ★イニ・キャラクターソング（CV.斎藤千和） ★ミニオーディオドラマ（#7／#8） 2.キャンキャン‧リバーシブルジャケット 3.アイキャッチイラストカード（あかつきごもく／原田大基） 4.リーフレット 葉賀ユイ先生書き下ろしマンガを収録                                            | 2011年9月21日  |
| 5    | 茱蒂 葛莉謝爾妲 艾爾芙蕾妲 | 第9話「微熱のバックスラッシュ」 第10話「隣同士のフィスト」                       | 1.スペシャルCD ★エリカ・キャラクターソング（CV.後藤邑子） ★ミニオーディオドラマ（#9／#10） 2.イケイケ‧リバーシブルジャケット 3.アイキャッチイラストカード（かんざきひろ／左） 4.リーフレット 葉賀ユイ先生書き下ろしマンガを収録                                                     | 2011年10月19日 |
| 6    | 亞斯塔蘿黛 塔原直哉        | 第11話「二人っきりのフルストップ」 第12話「空越しのアスタリスク」                | 1.スペシャルCD ★直哉・キャラクターソング（CV.佐藤利奈） ★ミニオーディオドラマ（＃11／＃12） 2.ホンワカ・リバーシブルジャケット 3.アイキャッチイラストカード（☆画野朗／葉賀ユイ） 4.リーフレット 葉賀ユイ先生書き下ろしマンガを収録                                                  | 2011年11月16日 |
| EX   | 塔原直哉 梅爾契麗妲        | EX-1話「幸せのナブラ」 EX-2話「連鎖のパラレル」 EX-3話「11年前のオーバーライン」 | 1.葉賀ユイ描き下ろし！全７巻収納EX（エクセレント）BOX 2.全員集合だぞっ！ユグヴァルランドファミリー （裏面：ちゅーちゅー♥コレクション） 3.スペシャルCD ★キャラクターソング（ゼルダ／CV.藤村 歩） ★ミニオーディオドラマ 4.ムンムン・リバーシブルジャケット 5.オールカラーリーフレット | 2011年9月7日   |

## 音樂
| 專輯名稱                                                    | 收錄內容                                                                                                  | 發售日期      |
| ----------------------------------------------------------- | --- | ------------- |
| TVアニメ『ロッテのおもちゃ！』CD “once upon a time”         | 1.Wonderful World 2.ロッテの手紙 3.明日葉の手紙 4.Wonderful World (Instrumental)                          |               |
| OPテーマ「天使のCLOVER」                                    | 1.天使のCLOVER 2.Dear... 3.キミヘ 4.天使のCLOVER (Inst)                                                   | 2011年5月3日  |
| EDテーマ「真夏のフォトグラフ」                              | 1.真夏のフォトグラフ 2.Good Day! 3.pastel 4.真夏のフォトグラフ(Instrumental)                              | 2011年5月18日 |
| キャラクターソングVol.1『ロッテ＋ユーディット』             | 1.Soじゃない!? 2.ムーンライト 3.Soじゃない!? (Instrumental) 4.ムーンライト (Instrumental)                 | 2011年5月3日  |
| キャラクターソングVol.2『明日葉＋直哉』                     | 1.大胆♪Girl 2.1mmスカイライン 3.大胆♪Girl (Instrumental) 14.mmスカイライン (Instrumental)                 | 2011年5月18日 |
| キャラクターソングVol.3『ゼルダ＋エフィ』                   | 1.ナイトサーベル 2.milky way 3.ナイトサーベル (Instrumental) 4.milky way (Instrumental)                   | 2011年6月15日 |
| キャラクターソングVol.4『イニ＋エリカ』                     | 1.この世はミステリー 2.ミライコンパス 3.この世はミステリー (Instrumental) 4.ミライコンパス (Instrumental) | 2011年6月15日 |
| キャラクターソングVol.5『ドーラ＆シグルド＋メルチェリーダ』 | 1.スイッチ・オン!!! 2.Midnight Kiss 3.スイッチ・オン!!! (Instrumental) 4.Midnight Kiss (Instrumental)     | 2011年7月6日  |
| アスタロッテのおもちゃ！ORIGINAL SOUND TRACK                | ボーナストラック 1.ふわとろ☆Ｗストロベリー 2.しまぱんまんのテーマ                                         | 2011年8月24日 |

## 外部連結
- 《蘿黛的後宮玩具！》電撃コミックWEB（日語）
- 《蘿黛的後宮玩具！》第一话试读（日語）
- 蘿黛的後宮玩具！電視動畫官网 （页面存档备份，存于）（日語）
- 葉賀唯Twitter （页面存档备份，存于）（日語）